# Bruno Raetsch

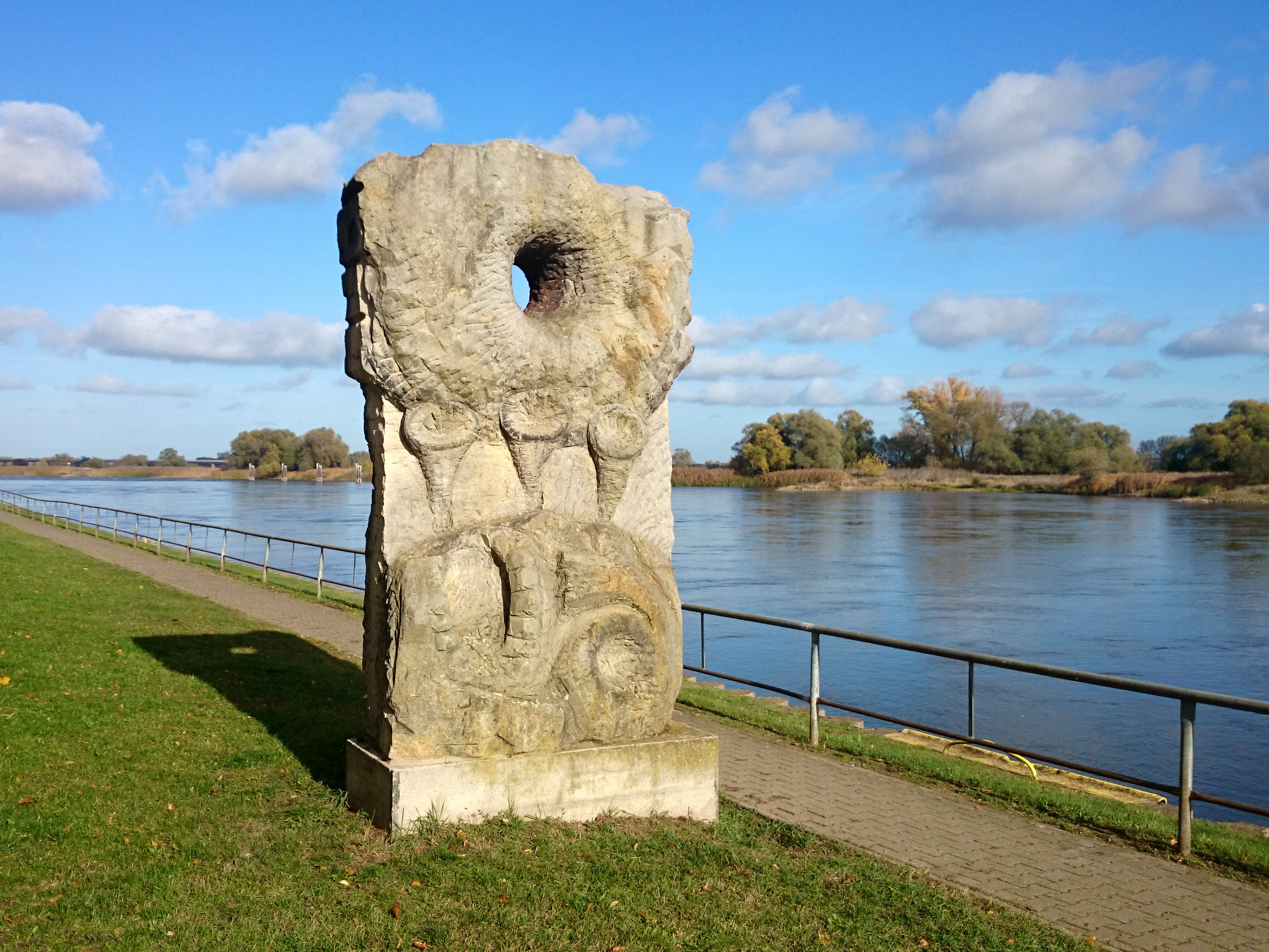
Bruno Raetsch: Stein-Skulptur „Final“ in Tangermünde (6. Internationales Steinbildhauersymposium des Landes Sachsen-Anhalt 1998)

Bruno Raetsch (* 1962 in Neuss) ist ein deutscher Bildhauer und Hochschullehrer. Er lebt und arbeitet in Dresden und in Halle (Saale).

## Leben und Werk
Bruno Raetsch wuchs als ältester Sohn der Malerin Barbara Raetsch und des Malers Karl Raetsch in Potsdam auf. Von 1988 bis 1995 studierte er Bildhauerei an der Burg Giebichenstein Kunsthochschule Halle, zunächst in der Metallklasse von Irmtraud Ohme, ab 1990 in der Bildhauerklasse von Bernd Göbel. Von 2002 bis 2006 leitete er die Fachklasse für Holzbildhauerei an der Westsächsischen Hochschule Zwickau, Fakultät Angewandte Kunst Schneeberg. Als Professor für Bildhauerei lehrt er seit 2009 an der Burg Giebichenstein Kunsthochschule Halle und leitet hier die Fachklasse Bildhauerei/Figur. Seine Plastiken und Zeichnungen befinden sich in privaten und öffentlichen Sammlungen.
Der Schmuckkünstler, Maler und Zeichner Hans Stofer schreibt über den Bildhauer und Maler Bruno Raetsch: „In den malerischen und plastischen Arbeiten steckt eine unheimlich geballte, rohe Energie. […] Im metaphysischen Sinne erinnert mich Bruno Raetsch an eine Eiche.“

## Auszeichnungen und Stipendien
- 1995 Kunstpreis der Deutschen Telekom, Sachsen-Anhalt
- 1996 Gustav-Weidanz-Preis für Plastik
- 1996 Stipendium der Stiftung Kunstfonds
- 1998 Arbeitsstipendium der Kunststiftung des Landes Sachsen-Anhalt